# Conseil supérieur de l'éducation (Québec)
Pour les autres articles nationaux ou selon les autres juridictions, voir Conseil supérieur de l'éducation.
Le Conseil supérieur de l'éducation (CSE) a pour mission de collaborer avec les ministres de l’Éducation et de l’Enseignement supérieur et de les conseiller sur toute question relative à l’éducation.

## Historique
En 1963, le rapport de la Commission royale d'enquête sur l'enseignement dans la province de Québec (rapport Parent) recommande la création d'un Conseil supérieur de l'éducation pour agir en quelque sorte comme "une commission d'enquête" permanente dans le domaine de l'éducation. En conséquence, l'Assemblée législative du Québec adopte en 1964 une Loi sur le Conseil supérieur de l'éducation. Le Conseil devient du même coup un lieu privilégié de réflexion en vue du développement d’une vision globale et prospective de l’éducation. 
Dès sa création, le Conseil hérite de l'organisation confessionnelle du Conseil de l'instruction publique de 1875 et comprend un comité catholique et un comité protestant, jusqu'à la déconfessionnalisation de l'enseignement public québécois en 2000. La dernière réforme du Conseil remonte à 2006.

## Mandat et pouvoirs
Le CSE informe ainsi les ministres sur l’état et les besoins de l’éducation. Il leur propose une réflexion critique alimentée par la recherche, la consultation d’experts et d’acteurs de l’éducation de même que la délibération de ses membres. Il les conseille également sur les changements à apporter dans le système d’éducation à long terme. Ce faisant, le Conseil assure à la population un certain droit de regard et un pouvoir d’influence sur les interventions de l’État en matière d’éducation.
Le Conseil accomplit sa mission par l’exercice de trois fonctions complémentaires:
- Par sa fonction politique, le Conseil donne des avis et propose des orientations aux ministres pour les éclairer dans leurs choix. Il offre une vision nuancée et réaliste de ce qui est souhaitable à court, à moyen et à long terme.

- Par sa fonction démocratique, le Conseil favorise le rapprochement entre la population, les autorités et les parties prenantes de l’éducation: le personnel enseignant, les parents, les élèves, la population étudiante, le personnel de l’éducation ainsi que les autres acteurs concernés. Au total, c’est plus d’une centaine de personnes qui, par leur engagement citoyen et bénévole, contribuent à la réflexion et aux travaux du Conseil et de ses instances. Cette fonction démocratique s’exerce aussi grâce aux consultations que mène le Conseil auprès de la population et de différentes personnes agissant en éducation.

- Enfin, par sa fonction éducative, le Conseil propose des valeurs, des principes, des analyses, des savoirs basés sur des données rigoureuses et des pistes d’action à ses commissions, ses comités et ses groupes de travail pour délibération et approfondissement. Il porte, de plus, une attention particulière à la diffusion et au partage le plus large possible des résultats de ses travaux avec les parties prenantes de l’éducation et la population en général, dans le but de contribuer aux débats publics en matière d’éducation et d’exercer son pouvoir d’influence auprès des autorités ministérielles et gouvernementales ainsi que de la société civile.

Le Conseil peut se prononcer sur toute question touchant à l’éducation et concernant tous les ordres et secteurs d’enseignement, depuis la maternelle jusqu’à l’université, y compris l’éducation des adultes et la formation continue tout au long et au large de la vie, ainsi que la recherche, la mobilisation des connaissances et les services à la collectivité à l’enseignement supérieur.
L’approche systémique qu’il a adoptée intègre aussi la dimension sociale de l’éducation. Il exerce ainsi un rôle stratégique et rassembleur quant à la vision de l’éducation au Québec et demeure le point de rencontre entre les différentes parties prenantes dans ce domaine. Il a aussi pour objectif de multiplier les initiatives et les collaborations en vue de créer une plus grande concertation avec ses partenaires du milieu de l’éducation.
Il importe de souligner que le Conseil utilise des connaissances issues de la recherche pour la réalisation de tous ses travaux. Toutefois, il n’est pas un organisme de recherche. Il ne produit pas non plus de recension systématique de la littérature scientifique.
Par ses productions, il exerce une influence sur les parties prenantes en éducation, alimente les débats publics de manière constructive en plus de contribuer à l’évolution des politiques publiques et du cadre législatif et réglementaire.
Depuis sa constitution, le Conseil accorde invariablement une importance capitale à l’expertise de ses membres bénévoles basée sur un juste équilibre entre savoirs savants et savoirs d’expérience. Cette conjugaison de savoirs de même que la qualité des travaux effectués basés sur la recherche, les consultations et les délibérations démocratiques constituent l’une des plus grandes fiertés du Conseil supérieur de l’éducation depuis sa création.

## Composition
La table du Conseil est formée de 22 membres nommés par le gouvernement, dont la présidente, issus du monde de l’éducation et d’autres secteurs d’activité de la société québécoise. Elle inclut également deux sous-ministres adjoints, provenant respectivement de l’Éducation et de l’Enseignement supérieur, ce qui favorise des échanges entre ces deux ministères et le Conseil. Les membres bénévoles sont nommés par le gouvernement pour un mandat d’au plus quatre ans, qui ne peut être renouvelé consécutivement qu’une seule fois. Ces personnes désignent parmi elles une présidente ou un président pour chacun des trois comités et chacune des cinq commissions de la table du Conseil.
Depuis juillet 2022, la présidence du Conseil est assurée par Mme Monique Brodeur .

## Commissions et comités
Le Conseil se compose de cinq commissions et trois comités :
- Commission de l'éducation préscolaire et de l'enseignement primaire
- Commission de l'enseignement secondaire
- Commission de l'enseignement et de la recherche au collégial
- Commission de l'enseignement et de la recherche universitaire
- Commission de l'éducation des adultes et de la formation continue
- Comité du rapport sur l'état et les besoins de l'éducation
- Comité interordres de la relève étudiante
- Comité sur l'éducation autochtone

## Autres implications

### Prix Acfas Jeanne-Lapointe
Le Conseil supérieur est fier de parrainer le prix Acfas Jeanne‑Lapointe avec le Fonds de recherche du Québec – Société et culture depuis 2020. Cette récompense est décernée à une ou un scientifique pour souligner l’excellence et le rayonnement de ses travaux et de ses actions dans le domaine des sciences de l’éducation. Depuis 2020, 15 000 $ en bourse ont été remis à trois chercheurs innovateurs.

### Partenaires nationaux et internationaux
- Collaboration avec la Commission de l’éthique en science et technologie (CEST) sur l’intelligence artificielle générative (IA générative)

- Collaboration avec le Conseil de l’Innovation du Québec afin de co-diriger les travaux sur l’encadrement de l’IA – Volet adoption en éducation

- Le Conseil est également membre de l’EUNEC, de l’UNESCO et de l’OIF.